# Chef Groleau
 (avril 2018).
 (avril 2018).
Marcel Groleau alias Chef Groleau est le nom d’un personnage fictif créé en 1987 pour la télévision par l’humoriste, animateur et comédien québécois (Canada) Bruno Landry de la formation Rock et Belles Oreilles.
Le personnage du Chef Groleau est interprété par Bruno Landry. 

## Historique
Le Chef Groleau est le coanimateur de l’émission La bouffe de che nous, une parodie des émissions de cuisine traditionnelle des années 1980. Son homologue n'est nulle autre que l’animatrice Reine Malo, interprétée par l’actrice et scénariste Chantal Francke. Le premier extrait de l’émission La bouffe de che nous fut diffusé dans le cadre de la série télévisée humoristique Rock et Belles Oreilles en 1987, sur la chaîne de télévision québécoise TQS.
Le Chef Groleau y fait l’apologie de la cuisine du terroir, où il valorise une préparation minimaliste faite à partir d’ingrédients peu appétissants, voire impropres à la consommation. D’ailleurs célèbre pour sa recette du crastillon, une bouillie brune à l’allure répugnante, le Chef Groleau est le promoteur enthousiaste d’une cuisine folklorique, où la subtilité se trouve rarement sur le menu. Ainsi, bien qu’il ne prépare pas toujours des plats ragoûtants, sa noble mission consiste à remettre la « nourriture » de « chez nous » au (dé)goût du jour.
On peut aussi voir le Chef Groleau dans le sketch télévisé Il y a de la bouffe partout aux côtés de maman Taillefer, interprétée par Guy A. Lepage, ainsi que lors d’autres apparitions spéciales de Rock et Belles Oreilles à la télévision.
Comme plusieurs personnages de Rock et Belles Oreilles, le Chef Groleau est l’une des figures emblématiques d’une période clé de l’humour au Québec. Il reste ainsi profondément ancré dans l’imaginaire collectif québécois.

## Vocabulaire
Le langage qu’emploie le Chef Groleau se caractérise par l’usage d’un vocabulaire qui lui est particulier. Parmi les termes souvent absurdes que l’on peut entendre dans les sketchs du Chef Groleau, on répertorie de façon non exhaustive :
- Barge de molasse
- Plottée de couliche
- Chaudiérée de Crastillon
- Motte d'astourne
- Sacksteinberg full de gigouane
- Spinouche à couliche
- Rameuter le cossin
- Resuinter
- Maloucher le badoin
- Coulis d'astourne.
- Barouetter en masse
- Picossin
- Roublette
- Pourane
- Gigouane

Ces constructions langagières fantaisistes, utilisées par le Chef Groleau dans ses sketchs, révèlent toute la richesse derrière l’élaboration du personnage, tout en parodiant le vocabulaire parfois coloré des Québécois.

## Pionnier du compost
Fier de mettre en valeur la cuisine « folklorique » québécoise, ce personnage coloré est renommé pour sa recette de crastillon ; une concoction brune dans laquelle se retrouvent abats, vers de terre et autres ingrédients répugnants qu’il énumère dans sa célèbre chanson. Pour cette raison, le Chef Groleau pourrait être perçu par certains comme un véritable précurseur au compost.
En effet, à mi-chemin entre la table et les restes de table, les matières qui composent la célèbre bouillie du Chef Groleau rappellent à plusieurs égards les matières organiques qui sont collectées pour fabriquer le compost.
C’est pourquoi il est la tête d’affiche de la campagne promotionnelle pour la collecte des matières organiques menée par la ville de Bois-des-Filion, depuis mai 2018. Il fournit à cet effet plusieurs conseils et astuces aux citoyens, dans le cadre de capsules vidéo diffusées sur le Web et les médias sociaux. 
En effet, afin de promouvoir les bénéfices de la collecte des matières organiques et de garantir la participation de la communauté, la ville de Bois-des-Filion a mis en place une campagne promotionnelle permettant de stimuler l’intérêt des citoyennes et des citoyens.
Souhaitant avant tout promouvoir la facilité d’utilisation du bac brun, le but de la campagne était de faire valoir auprès de la population les trucs et astuces permettant de limiter, voire de réduire complètement les désagréments plus communément associés à la collecte des matières organiques.
Afin d’assurer la transmission de ce message, la ville a choisi de s’associer avec un porte-parole. Mettant donc en vedette nul autre que le personnage du Chef Groleau, interprété par le comédien Bruno Landry, la campagne adopte une approche ludique ainsi qu’un discours simple et accessible, très proche de celui des sketchs originaux produits à l’époque par la populaire formation humoristique Rock et Belles Oreilles.
Puisque le bac brun contient d’ailleurs principalement des restants de tables et divers détritus produits lors de la préparation des repas, le Chef Groleau était le porte-parole tout indiqué pour remplir le rôle qui lui était désigné par la ville de Bois-des-Filion. Aussi connu pour sa célèbre recette de « crastillon », une bouillie brune composée de matières suspectes dont l’apparence est similaire à celle du compost, le titre de « Pionnier du compost » semblait également se prêter à merveille à l’identité du personnage, tout en lui conférant l’autorité nécessaire pour adresser ses conseils à la communauté.
Ces conseils sont transmis par le biais de capsules vidéo diffusées sur le Web et les médias sociaux. Ces capsules abordent trois thèmes distincts : les matières acceptées, la prévention des odeurs et comment se débarrasser des vers blancs. Le tout est traité à travers des chansons humoristiques et une série d’images très rythmées , favorisant ainsi une rétention optimale de l’information par le public. Informer, sensibiliser, convaincre... mais surtout séduire ! Voici les mots d’ordre qui ont orienté la production de ces sketchs éducatifs, dont le contenu est véridique à 100 %. 

## Filmographie

### Télévision
- 1986-90 : Rock et Belles Oreilles
- 1989-91 : Super sans plomb
- 1994-95 : RBO Hebdo
- 2000- : Les parlementeries